# Rhynchosia jacobii
Rhynchosia jacobii là một loài thực vật có hoa trong họ Đậu. Loài này được Chandrab. & B.V.Shetty miêu tả khoa học đầu tiên.